# Minden (Nevada)
Minden is een plaats (census-designated place) in de Amerikaanse staat Nevada, en valt bestuurlijk gezien onder Douglas County.

## Demografie
Bij de volkstelling in 2000 werd het aantal inwoners vastgesteld op 2836.

## Geografie
Volgens het United States Census Bureau beslaat de plaats een oppervlakte van 11,2 km², waarvan 11,1 km² land en 0,1 km² water. Minden ligt op ongeveer 1440 m boven zeeniveau.

## Plaatsen in de nabije omgeving
De onderstaande figuur toont nabijgelegen plaatsen in een straal van 16 km rond Minden.